# 시로키타코엔도리역
시로기타코엔도리역(城北公園通駅)은 일본에 오사카부 오사카시에 있는 철도역이다.
전역은 JR 아와지역, 다음역은 JR 노에역다.
오사카히가시선의 철도역이다.
오사카역으로 JR 서일본에게 인도하여 2019년에 개통 되었다.
오사카히가시선의 정차역이다.

## 같이 보기
- 미야코지마역